# Castello di Lusignano

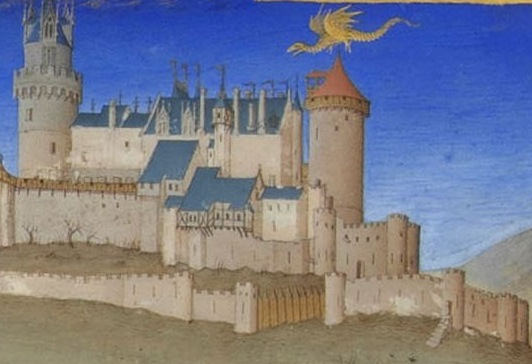
Lo Château de Lusignan all'inizio del XV secolo dalle Trés Riches Heures du Duc de Berry

Il Castello di Lusignano (in francese: Château de Lusignan) è un castello della città francese di Lusignano, le cui origini risalgono al X secolo.

## Storia

### X secolo
Il castello fu fondato nel X secolo da Ugo II di Lusignano: inizialmente si trattava di un grosso dongione a pianta quadrata.

### XIV e XV secolo
Nel XII secolo venne smantellato, per poi essere ricostruito tra XIV e XV secolo, per il suo aspetto fiabesco nacque in Francia una leggenda che voleva il castello costruito da una fata. Il Castello fu acquistato alla fine del XIV secolo da Jean I di Berry, duca molto noto non solo per il suo raffinatissimo gusto artistico e per le sue doti umane ma anche per il suo mecenatismo, si circondò nella sua corte di intellettuali, artisti ed umanisti provenienti da tutta Europa, i più famosi furono i Fratelli Limbourg.

### Trés Riches Heures du Duc de Berry
Il Castello di Lusignano, una delle tante dimore del Duca, raggiunse il suo culmine ai primi del XV secolo, immortalato nelle miniature delle Trés Riches Heures du Duc de Berry (mese di marzo).

### XVIII secolo
Il Castello venne raso al suolo nel XVIII secolo dal Conte di Blossac per trasformarlo in un parco.

## Architettura
Dalla Miniatura si deduce che era contornato da mura difensive e da una rocca fortificata in basso più vecchia.
Lo stile del castello era quello del Gotico Internazionale.